# マーキュリーマン
『マーキュリーマン』（Mercury Man）は、2006年にタイで製作されたアクション映画。サハモンコルフィルム・インターナショナル製作。日本では2008年6月28日に劇場公開が開始された。
『マッハ!!!!!!!!』『トム・ヤム・クン!』の製作に参加したことで知られる、パンナー・リットグライがアクション監督として製作に参加している。

## あらすじ
古代から伝わる秘宝によって超能力を得た男が、正義と平和の為にその力を使うことを誓い、テロリストの陰謀を阻止するために立ち上がる。

## キャスト
- チャーン/マーキュリー・マン：ワサン・カンタウー
- アリーナ：メティニー・キンパヨーム
- ウサマ：アノン・サーイセンチャン
- プニマ：ジンウィパー・ゲーウガンヤー
- チャーンの母：ダールニー・グリットブンヤーライ
- グレース：パリンヤー・ジャルーンポン
- ブアイ：アタゴーン・スワンナラート
- ニコライ：エリック・マーカス・シュッツ
- アルシス：サウェーン・ブンプラゴープ
- ファハット：ガムポーン・ペットチュワイ

## スタッフ
- 監督：バンデッド・ソンディ
- アクション監督：パンナー・リットグライ
- 製作総指揮：ソムサック・デーチャラタナプラスート
- 製作：プラッチャヤー・ピンゲーオ、スカンヤー・ウォンサターパット
- アソシエイト・プロデューサー：シター・ウォスビアン
- 脚本：バンデッド・ソンディ、ソンサック・モンコントーン、ジョー・ワンナピン
- 原作：バンデッド・ソンディ
- 撮影監督：シティポン・ゴーントーン
- 編集：スティポン・タプティム
- 衣装：ゲーシリー・ポンワラーポン
- 美術：ドゥシット・ヤーパーガウォン